# Rahmon Nabiyev
Rahmón Nabíyev (en tayiko: Раҳмон Набиев; Schaiburchán, 5 de octubre de 1930 - Juyand, 11 de abril de 1993) fue un político tayiko y soviético,  Primer Secretario del Partido Comunista de Tayikistán y Presidente de Tayikistán en dos oportunidades.

## Biografía
Nabíyev instigó parcialmente la guerra civil, promoviendo el nacionalismo regional. Nabíyev ascendió al poder en 1982 como Primer Secretario del Partido Comunista de la República Socialista Soviética de Tayikistán (la rama local del Partido Comunista Soviético). En 1985 fue derrocado por un escándalo de corrupción. Después que los líderes de Tayikistán declararan la independencia de la República de Tayikistán en septiembre de 1991, Nabíyev orquestó su camino de regreso al poder el 23 de septiembre, solo para luego renunciar el 6 de octubre como resultado de la presión ejercida por él para vacar el cargo durante la campaña para las elecciones presidenciales. 
Nabíyev ganó las elecciones y el 2 de diciembre de 1991 se convirtió en el primer presidente electo de Tayikistán. Las controversias relativas a las elecciones dieron lugar a manifestaciones callejeras de la oposición, que se condujeron a una guerra civil en mayo de 1992. Como la lucha se intensificó, las propias milicias progubernamentales de Nabíyev dieron un golpe de Estado en septiembre de 1992 Renunció al cargo desde la seguridad de su provincia natal de Leninabad. En diciembre de 1992, el ex apparátchik de la provincia Kulyab colocaron al líder paramilitar Emomali Rahmon en el poder. 
La causa de la muerte de Rahmón Nabíyev no está clara. Oficialmente, murió de un ataque al corazón, pero en otras versiones de la historia, se pegó un tiro, o fue asesinado.